# Экологическая пирамида

Пирамида числа особей по трофическим уровням в водных и наземных экосистемах.

Пирамида биомасс (суммарные массы особей) по трофическим уровням в небольшой водной и наземной экосистеме.

Экологическая пирамида — графическое изображение соотношения между продуцентами и консументами всех уровней (травоядных, хищников, видов, питающихся другими хищниками) в экосистеме. Эффект пирамид в виде графических моделей разработан в 1927 году Ч. Элтоном. 
В результате взаимодействия энергетических явлений в пищевых цепях (потерь энергии при каждом переносе) и такого фактора, как зависимость метаболизма от размера особей, каждое сообщество приобретает определенную трофическую структуру, которая часто служит характеристикой типа экосистем (озера, леса, кораллового рифа, пастбища и т.д.). Трофическую структуру можно измерить и выразить либо урожаем на корню (на единицу площади), либо количеством энергии фиксируемой на единице площади за единицу времени на последовательных трофических уровнях. Трофическую структуру и трофическую функцию можно изобразить графически в виде экологической пирамиды. Имеется три основных типа экологических пирамид:
- пирамида чисел (Элтона), отражающая численность отдельных организмов;
- пирамида биомассы, характеризующая общий сухой вес, калорийность или другую меру общего количества живого вещества;
- пирамида энергии, показывающая величину потока энергии и (или) "продуктивность" на последовательных трофических уровнях.

Пирамиды чисел и биомассы могут быть обращенными (или частично обращенными) ,т.е. основание может быть меньше чем один или несколько верхних этажей. Так бывает, когда средние размеры продуцентов меньше консументов. Напротив, энергетическая пирамиды всегда будет сужаться кверху при условии, что будут учтены все источники пищевой энергии.

## Правило экологической пирамиды
Весьма приближенно можно считать, что при передаче от одного пищевого (трофического) уровня к следующему количество доступной энергии уменьшается на порядок. На основании этого сформулировано правило Линдемана или правило 10%, которое часто используется при решении задач по экологии. В соответствии с этим правилом можно считать, что количество растительного вещества, служащего основой цепи питания, примерно в 10 раз больше, чем масса растительноядных животных, и каждый последующий пищевой уровень также имеет массу в 10 раз меньшую.
Хотя основанный на этом правиле подход широко используется в задачах по экологии, не следует забывать, что эти расчеты являются достаточно условными и, в общем, довольно далеки от действительности.

## Цепь питания
Цепь взаимосвязанных видов, последовательно извлекающих органическое вещество и энергию из исходного пищевого вещества. Каждое предыдущее звено цепи питания является пищей для следующего звена.

## Пример
Пусть одного человека в течение года можно прокормить 300 форелями. Для их питания требуется 90 тысяч головастиков лягушек. Чтобы прокормить этих головастиков, необходимы 27 000 000 насекомых, которые потребляют за год 1000 тонн травы. Если человек будет питаться растительной пищей, то все промежуточные ступени пирамиды можно выкинуть и тогда 1000 т биомассы растений сможет прокормить в 1000 раз больше людей.